# Monopol legalnej przemocy fizycznej
Monopol legalnej przemocy fizycznej (niem. Gewaltmonopol des Staates) – posiadanie monopolu do używania legalnej przemocy fizycznej jest jednym z wyznaczników teorii państwa, który zaproponowany został przez Maxa Webera w jego pracy Polityka jako zawód i powołanie, opublikowanej w październiku 1919. Koncepcja ta była wpływowa w prawoznawstwie oraz filozofii politycznej XX wieku. Istotę państwa stanowi stosunek panowania ludzi nad ludźmi oparty na legalnej (lub za taką uznawanej) przemocy.

## Teoria Maxa Webera
Max Weber w swojej pracy Polityka jako zawód i powołanie uważał, że państwo można zdefiniować jako organizację roszczącą sobie „prawo monopolu na wywieranie prawomocnej przemocy fizycznej”. O podmiocie mówimy jako o państwie wtedy i tak długo, dopóki jego administracja jako jedyna utrzymuje prawo i monopol do legalnego używania siły oraz wymuszania przez użycie siły porządku. Zgodnie z myślą Webera państwo stanowi źródło legitymacji wszelkiego legalnie wykorzystywanego przymusu, zaś instrumentami tego przymusu w państwie są organy policji oraz wojska. Dopuszczone jest również użycie prywatnych służb ochrony (takich jak firmy ochroniarskie), które swoje prawo do użycia siły (środków przymusu) również czerpią z legitymizmu państwowego.

## Zwolennicy teorii
Zwolennicy istnienia tej teorii są przekonani o potrzebie istnienia centralnego organu mającego monopol stosowania środków przymusu lub w ostateczności władzy zbliżonej do monopolu. Pozapaństwowe stosowanie środków przemocy powinno być uniemożliwiane oraz karane, dopóki nie jest stosowane jako samoobrona przed przemocą. Uważają oni, że w przypadku braku centralnego ośrodka państwowego mającego monopol do legalnego stosowania przemocy, indywidua lub tworzące się grupy w krótkim czasie uzbroją się i zaczną walczyć między sobą. Zapanuje anarchia, która może stać się przyczyną o wiele większej przemocy, niż jakiekolwiek środki przymusu stosowane przez „najagresywniejsze” państwo. Jako przykłady potwierdzające te tezy przywoływane są miejsca oraz okresy, w których takie scentralizowane źródło legalnej przemocy nie istniało (lub panował tam w pewnym sensie „wolny rynek” w zakresie stosowania przemocy oraz zapewniania bezpieczeństwa), takie jak współczesna Somalia czy Europa w okresie „ciemnych wieków”.
Filozof Thomas Hobbes w swojej książce Lewiatan wskazywał na scentralizowane źródło siły w państwie jako jedyną drogę prowadzącą do stworzenia stabilnego, karnego społeczeństwa (był to element propagowanej przez niego formy rządów absolutyzmu).
W niektórych zachodnich krajach demokratycznych władza nie posiada monopolu do stosowania siły. W Stanach Zjednoczonych druga poprawka do konstytucji jest często odczytywana jako uzasadnienie istnienia uzbrojonych cywilnych jednostek paramilitarnych – milicji, które teoretycznie mogą przeprowadzić zamach stanu lub wspomóc siły wymuszania pokoju (policję, żandarmerię). Jednakże w większości państw zachodnich władza centralna dysponuje monopolem legalnej przemocy fizycznej.

## Obiekcje
Anarchokapitaliści dopuszczają użycie siły (w celach obronnych lub powstrzymywania przemocy), jednak sprzeciwiają się obowiązkowemu monopolowi na to użycie. Uważają, że sektor prywatny jest zdolny do wytworzenia własnych organów policyjno – karnych, które byłyby w stanie zapewnić ład i bezpieczeństwo. Sądzenie odbywałoby się na gruncie prawa moralnego lub na bazie pragmatyzmu. Jednostki strzegące bezpieczeństwa i ładu publicznego powinny podlegać takim samym prawom wolnego rynku, jak inne świadczone usługi. Ich zdaniem przyczyniłoby się to do zwiększenia skuteczności tych służb oraz obniżenia kosztów ich działalności.